# The Drive (Haddaway-album)
A The Drive a trinidad-német származású eurodance előadó Haddaway második stúdióalbuma, mely 1995 június 26-án jelent meg a Coconut kiadónál. Az albumról három dalt másoltak ki kislemezre, úgy mint a Fly Away, Catch A Fire és a Lover Be Thy Name című dalokat.
Az album számos Európai országban megjelent, azonban mérsékelt sikereket ért csak el, nem úgy, mint debütáló The Album című stúdióalbuma. A The Drive a 10. helyig jutott a Svájci albumlistán.

## Megjelenések
CD  Európa Coconut 74321 28260 2
1. Fly Away - 4:04
2. I Know - 4:32
3. Breakaway - 4:39
4. Lover Be Thy Name - 4:47
5. Waiting For A Better World - 4:25
6. Give It Up - 4:15
7. Catch A Fire - 4:15
8. Desert Prayer - 5:50
9. The First Cut Is The Deepest - 4:27
10. Baby Don't Go - 3:56
11. Freedom Is - 4:14
12. Another Day Without You - 4:43

## Közreműködők
- Executive producer – Dee Dee Halligan, Junior Torello
- Fotók – Helge Strauß, Hester Doove
- Producer – Alex Trime (dalok: 3), Halligan (dalok: 1, 2, 5, 7, 9, 10, 12), Desmond Child (dalok: 4, 8), Haddaway (dalok: 3, 4, 6, 8, 11), Torello (dalok: 1, 2, 5, 7, 9, 10, 12)
- Ének - Torita Quick (dalok: 1, 2, 5, 7, 9, 10, 12),

## Slágerlista
| Slágerlista (1995)    | Legjobb helyezések |
| --------------------- | ------------------ |
| Austrian Albums Chart | 27                 |
| Dutch Albums Chart    | 54                 |
| Finnish Albums Chart  | 18                 |
| German Albums Chart   | 32                 |
| Swiss Albums Chart    | 10                 |